# Manoir de Sausti
Le manoir de Sausti (estonien : Sausti mõis), anciennement manoir de Groß-Sauß (allemand : Gut Groß-Sauß) est un ancien petit château seigneurial situé dans le nord de l'Estonie dans la province d'Harju. C'est l'un des châteaux campagnards les mieux restaurés de cette contrée nordique actuellement. Il se trouve dans le village de Sausti (anciennement Sauß) dans la commune de Kiili.

## Historique
Le domaine seigneurial de Sauss est mentionné pour la première fois en 1453, lorsque l'on construit une demeure en pierres à la place d'un bâtiment du Moyen Âge. Le domaine est en possession de la famille von Scharenberg au XVIe siècle qui fait construire plus tard un édifice baroque, disparu aujourd'hui. Le domaine est divisé à cette époque entre les terres de Sauß (Sausti depuis 1919), devenues Groß-Sauß,
et les terres de Klein-Sauß. On construit après la guerre du Nord un nouveau manoir à une centaine de mètres au sud de l'emplacement de l'ancien manoir médiéval et de celui de l'époque suédoise, dont on remarque encore les soubassements au fond du parc. Il faisait partie de la paroisse de Jürgens (Kirchspiel Jürgens).

## Architecture
Le bâtiment principal est construit en deux parties. L'une date du temps de la famille von Tiesenhausen au tournant du XVIIIe siècle et du XIXe siècle, l'autre à deux étages date de la fin du XIXe siècle et du début du XXe siècle en style Jugendstil. Les communs, au sud et au sud-ouest, datent du XVIIIe siècle. On remarque notamment l'ancienne maison de l'intendant, une ancienne distillerie (qui sert aujourd'hui de maison d'hôtes), des écuries, et des granges. Un étang pittoresque se trouve à l'est du manoir.

## Aujourd'hui
Les propriétaires ont été expulsés par les lois de nationalisation après l'indépendance du pays en 1919. Le manoir a été privatisé en 1999 et restauré aussitôt. Il peut se louer pour des réceptions, des séminaires ou des conférences. On y donne régulièrement des concerts de musique classique.
C'est ici qu'a été organisée une rencontre officielle entre les trois présidents baltes, MM. Toomas Hendrik Ilves, Valdis Zatlers et Valdas Adamkus, le 25 novembre 2008.

## Notes et références

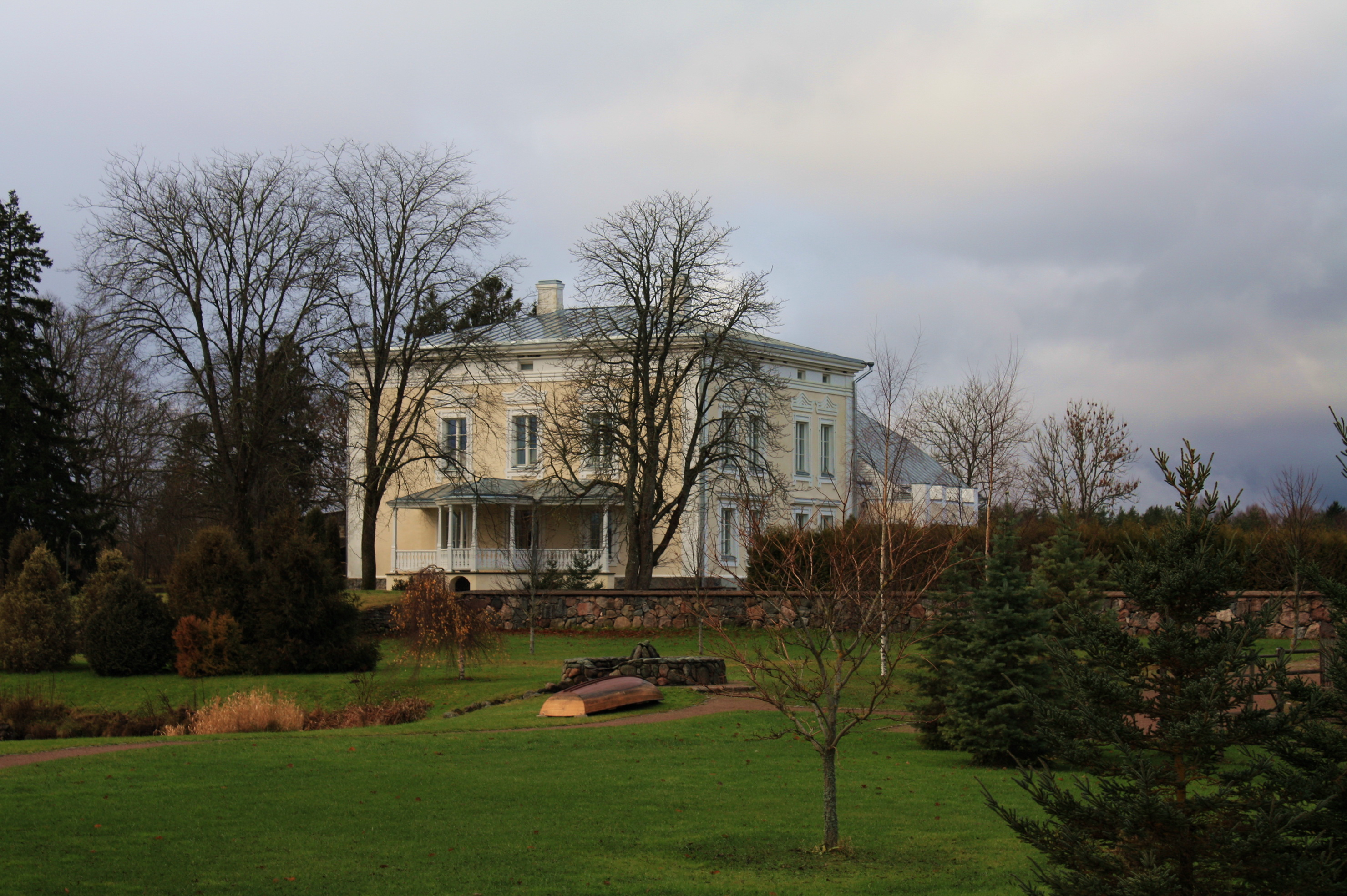
Entrée du manoir